# Республика Лукка
Республика Лукка (итал. Repubblica di Lucca) — государство, существовавшее на северо-западе центральной Италии, в области Тоскана, c XII до начала XIX века.

## Образование республики
Умершая в 1115 году Матильда Тосканская завещала все свои владения Римской церкви, однако это были столь большие и богатые земли, что началась борьба за обладание ими между папством, императором Генрихом V и крупными феодалами. В этих условиях в некоторых городах стали появляться собственные правительства, которые брали на себя защиту города от притязаний чужаков. Существование независимой коммуны в Лукке фиксируется документами уже в 1119 году. В XII—XIII веках город вёл борьбу за обширные соседние территории, соперничая с другим претендентом на первенство в Тоскане — Флоренцией.
В начале XIV века Лукку раздирала борьба между белыми и чёрными гвельфами. Воспользовавшись расколом, город захватил находившийся на службе у Пизы кондотьер Угуччоне делла Фаджиола, поддержанный имперским викарием Каструччо Кастракани (который сам был родом из Лукки). Два года спустя жители города изгнали Угуччионе и признали своим главой Кастракани. Под его руководством Лукка достигла пика своего могущества. 22—23 сентября 1325 года Кастракани разгромил флорентийских гвельфов в сражении при Альтопашо, и за эту победу император Людовик IV наградил его титулом «герцог Лукки».
После смерти Кастракани территория находилась под управлением то одного, то другого из крупных итальянских городов, пока в 1370 году император Карл IV в обмен на крупную сумму денег не признал независимость Республики Лукка.

## XV век
В начале XV века Лукка фактически управлялась представителями семейства Гвиниджи. Альянс между Гвиниджи и Миланским герцогством вверг республику в разрушительную войну против Венеции и Флоренции. Результаты этих войн привели к падению авторитета Гвиниджи. После этого республика стала стараться избегать участия в любых войнах, предпочитая военному способу решения конфликтов дипломатический.

## Лукканская дипломатия
Лукка использовала вторжение французского короля Карла VIII в Италию чтобы сблизиться с французской и испанской коронами, дабы в будущем балансировать между этими двумя региональными сверхдержавами той эпохи. Когда во Флоренции началось возвышение семейства Медичи, Лукка, опасаясь их претензий на гегемонию в Тоскане, соорудила огромную крепостную стену для защиты города.
В 1556 году, чтобы избежать иностранного влияния на политику государства, структура республики была реформирована так, чтобы у власти могли оказываться лишь представители семейств, давно проживающих в Лукке. Таким образом Лукка окончательно трансформировалась в аристократическую республику.
Лояльность Империи позволила маленькому городу-государству выжить в окружении мощных и амбициозных соседей. Республика пала лишь 22 января 1799 года, когда в город вступили французские войска.

## Лукка в период наполеоновских войн
Новое якобинское правительство Лукки приняло новую Конституцию, в соответствии с которой исполнительная власть была передана Исполнительной Директории, а законодательная — двухпалатному органу, состоящему из Палаты Старших и Палаты Младших. Однако эта власть просуществовала недолго: пять месяцев спустя в город вступили австрийские войска и учредили Временное Регентство. Французская армия вернулась в 1800 году и в 1801 году была опубликована новая Конституция, согласно которой государством управлял Консул Юстиции, возглавляющий Директорию, а законы издавал Верховный Совет. В 1805 году Наполеон соединил Республику Лукка с княжеством Пьомбино, а главой новообразованного княжества Лукка и Пьомбино сделал свою сестру Элизу.